# Tongchuan
Tongchuan (铜川市; pinyin: Tóngchuān Shì) er en by på præfekturniveau i den kinesiske provins Shaanxi. Præfekturet, der ligger på Guanzhongsletten, har et areal på 	3,882 km², og en befolkning på 840.000 mennesker (2007).

## Administrative enheder
Tongchuan består af tre bydistrikter og et amt:
- Bydistriktet Yaozhou – 耀州区 Yàozhōu Qū ;
- Bydistriktet Wangyi – 王益区 Wángyì Qū ;
- Bydistriktet Yintai – 印台区 Yìntái Qū ;
- Amtet Yijun – 宜君县 Yíjūn Xiàn.

## Trafik
Kinas rigsvej 210 løber gennem området. Den begynder i Baotou i Indre Mongoliet, fører gennem Yan'an, Xi'an, Chongqing og Guiyang og ender i Nanning i Guangxi. 